# وانداویژن
وانداویژن (انگلیسی: WandaVision) یک مینی‌سریال تلویزیونی آمریکایی است که توسط جک شفر برای سرویس استریم دیزنی پلاس ساخته شده است. این سریال بر پایهٔ شخصیت‌های واندا ماکسیموف / اسکارلت ویچ و ویژن، در دنیای سینمایی مارول واقع شده است و از پیوستگی با فیلم‌های این فرنچایز برخوردار است. این سریال پس از حوادث انتقام‌جویان: پایان بازی (۲۰۱۹) اتفاق می‌افتد. وانداویژن نخستین سریال تلویزیونی است که تولیدش بر عهدهٔ مارول استودیوز بوده و شفر نویسندگی اصلی و مت شکمن کارگردانی آن را بر عهده دارد.
الیزابت اولسن و پل بتانی بار دیگر نقش واندا ماکسیموف و ویژن از مجموعهٔ فیلم‌ها را تکرار می‌کنند. دبرا جو روپ، فرد ملامد، کاترین هان، تیونا پریس، رندل پارک، کت دنینگز و ایوان پیترز همچنین در سریال ایفای نقش می‌کنند. از سپتامبر ۲۰۱۸، مارول استودیوز در حال توسعهٔ شماری سریال محدود برای دیزنی پلاس با محوریت شخصیت‌های فرعی از فیلم‌های دنیای سینمایی مارول مانند ماکسیموف و ویژن بود. شفر در ژانویه ۲۰۱۹ استخدام شد و سریال رسماً در آوریل اعلام شد و شکمن در آگوست به آن پیوست. در این سریال ماکسیموف و ویژن در یک واقعیت زندگی می‌کنند که آن‌ها را در دهه‌های مختلف تصویر تلویزیونی می‌برد و شامل ادای احترام به سیت‌کام‌های گذشته است. فیلم‌برداری در نوامبر ۲۰۱۹ در آتلانتا، جورجیا آغاز شد و تولید آن در مارس ۲۰۲۰ به دلیل همه‌گیری کووید-۱۹ متوقف شود. تولید در سپتامبر ۲۰۲۰ در لس آنجلس از سر گرفته شد و در نوامبر به پایان رسید.
وانداویژن در ۱۵ ژانویه ۲۰۲۱ با دو قسمت نخست به نمایش درآمد و در ۵ مارس با ۹ قسمت به پایان رسید. این نخستین سریال و آغازکنندهٔ فاز چهارم دنیای سینمایی است. این مجموعه به دلیل ادای احترام به سیت‌کام‌ها و نقش‌آفرینی‌های بازیگران مورد تحسین منتقدان قرار گرفت اما انتقاداتی به پایان آن وارد شد. اولسن بار دیگر نقش ماکسیموف را در فیلم دکتر استرنج در چندجهانی دیوانگی (۲۰۲۲) ایفا کرد. مارول اسپین‌آفی با نام آگاتا تمام مدت با بازی کاترین هان ساخت.

## داستان
بعد از رخدادهای انتقام جویان: پایان بازی (۲۰۱۹)، واندا ماکسیموف (اسکارلت ویچ) یک زندگی آرمانی را در شهر وست ویو آغاز می‌کند و سعی دارد با کنترل افراد شهر آرامش گرفته شده از خودش را پس بگیرد؛ و در این میان سازمان سورد متوجه تغییرات شده و تصمیم به حمله به این شهر می‌گیرند.

## بازیگران و شخصیت‌ها
- الیزابت اولسن درنقش واندا ماکسیموف / جادوگر سرخ:
انتقام جویی که می‌تواند جادو را مهار کند و هیپنوتیزم و دورجنبی کند.[۲] اولسن گفت که این سریال توضیح می‌دهد که چگونه و چرا واندا به عنوان جادوگر سرخ شناخته می‌شود، زیرا او در آثار قبلی دنیای سینمایی مارول (MCU) به این عنوان شناخته نشده بود.[۳]
- پل بتانی درنقش ویژن و ویژن سفید:
یک اندروید و انتقام جو که با استفاده از هوش مصنوعی برگرفته از جارویس، اولتران، سنگ ذهن، تونی استارک و دکتر بروس بنر ساخته شده است. ویژن قرار است پس از مرگش در انتقام‌جویان: جنگ ابدیت (۲۰۱۸) برای این سریال بازگردد.
- کاترین هان درنقش اگنس/ آگاتا هارکنس: یک جادوگر که ابتدا به عنوان دوست واندا با هویت اگنس به تصویر کشیده می‌شود.
- تیونا پریس درنقش مونیکا رمبو: بچه بهترین دوست کاپیتان مارول.[۴] که اکنون به عنوان سروان در سورد، سازمانی که مادرش تاسیس کرده، فعالیت می‌کند.
- کت دنینگز به عنوان دارسی لوئیس: یک متخصص در رشته اختر فیزیک.[۵] او پس از وقایع ثور: دنیای تاریک موفق به اخذ دکتری شده و اکنون در رشته خودش یک متخصص است.
- رندل پارک درنقش جیمی وو: یک مأمور اف‌بی‌آی. پارک پیش از این این نقش را در فیلم مرد مورچه‌ای و زنبورک به نمایش درآورده بود.
- ایوان پیترز در نقش کوئیک سیلور/پیترو ماکسیموف: برادر دوقلوی واندا و یک انتقام‌جو که دارای سرعت ابرانسانی در حد فراصوت است. در این سریال ایوان پیترز جایگزین آرون تایلر-جانسون برای بازی این نقش در دنیای سینمایی مارول شد. پیش از این جانسون، این نقش را در کاپیتان آمریکا: سرباز زمستان و انتقام‌جویان: عصر اولتران بازی کرده بود. پیترو در فیلم انتقام‌جویان: عصر اولتران جان خود را فدا کرد تا جان کلینت بارتون و یک بچه را از دست اولتران نجات دهد. در انتهای قسمت هفت مشخص شد که او را اگنس فرستاده و کاملاً تحت فرمان او است. در قسمت پایانی مشخص شد او در سریال ایفاگر شخصیت رالف بوده است و آگاتا هارکنس در خانه او پنهان شده بود.

## قسمت‌ها
| شم. | عنوان                                           | کارگردان | نویسنده                       | تاریخ پخش اصلی |
| --- | ----------------------------------------------- | -------- | ----------------------------- | -------------- |
| ۱ | «فیلمبرداری‌شده در حضور تماشاگران استودیوی زنده» | مت شکمن  | جک شفر                        | ۱۵ ژانویه ۲۰۲۱ |
| در دهه ۱۹۵۰، زوجی تازه عروس به نام‌های ویژن و واندا ماکسیموف، به شهری حومه‌ای به نام وست‌ویو می‌روند تا در همان زمانی که سعی می‌کنند قدرتشان مخفی کنند، زندگی آرامی را در آنجا آغاز کنند. همسایه آنها، اگنس به خانه آنها می‌رود و با واندا ملاقات می‌کند. واندا به او خبر می‌دهد که آن روز سالگرد ازدواج آنهاست و اگنس نیز به واندا یاد می‌دهد که چگونه این سالگرد را برگزار کند. منتها در همان زمان، رئیس ویژن آقای هارت به او می‌گوید که آن شب قرار است برای شام پیش آنها بیاید، ویژن به واندا زنگ می‌زند تا این واقعه را به او بگوید، اما واندا نمی‌گذارد حرف ویژن تمام شود و به او می‌گوید که همه چیز مرتب است. آقا و خانم هارت به خانه واندا ویژن می‌روند و می‌بینند که واندا اصلاً برای آن میهمانی آماده نشده. واندا و ویژن به هر زحمتی از آنها پذیرایی می‌کنند و ناگهان چیزی در گلوی آقای هارت گیر می‌کند و ویژن او را نجات می‌دهد و پس از آن آقا و خانم هارت بلافاصله از آنجا می‌روند. پس از این می‌بینیم که واندا برای خودشان حلقه ازدواج گذاشته و ویژن را می‌بوسد و بعدش فردی را نگاه می‌کنیم که دارد بر واندا و ویژن نظارت می‌کند که در قسمت‌های بعد متوجه می‌شویم او دارسی لوییس بوده است. در این قسمت آگهی از یک تستر شرکت استارک پخش شد. |                                                 |          |                               |                |
| ۲ | «به کانال دست نزن»                              | مت شکمن  | جک شفر                        | ۱۵ ژانویه ۲۰۲۱ |
| سریال از ابتدای این قسمت وارد فضای دهه ۱۹۶۰ میلادی می‌شود. واندا و ویژن در اطراف خانهٔ خود صدای‌های عجیب و غریبی را می‌شنوند. واندا و ویژن برای اینکه همانند دیگر شهروندان وست‌ویو بشوند خود را برای مسابقه استعدادیابی آماده می‌کنند تا درنقش تردست ظاهر شوند. ویژن به خاطر سروصداهای شب قبل، به جلسه محله می‌رود ولی به صورت اتفاقی آدامسی را قورت داده و سیستمش دچار اختلال می‌شود. از آن طرف واندا نیز به جلسهٔ برگزاری جشن می‌رود. ناگهان از رادیوی روی میز صداهای عجیب و غریبی شنیده شده و بعد قطع می‌شود. در مراسم شهر بازی، ویژن به خاطر اختلال پیش‌آمده، بی‌آنکه بخواهد، قدرت‌هایش را نمایان می‌کند، اما واندا با قدرتش جلوی لو رفتن ویژن را می‌گیرد. در پایان یک زنبوردار عجیب و غریب از طریق شبکه فاضلاب وارد وست‌ویو شده و جلوی خانه واندا می‌آید، در این حین زمان به عقب برگردانده می‌شود و جلوی زنبوردار را می‌گیرد و معلوم می‌شود که واندا حامله شده… |                                                 |          |                               |                |
| ۳ | «اکنون رنگی»                                    | مت شکمن  | مگان مک دانل                  | ۲۲ ژانویه ۲۰۲۱ |
| دکتر نیلسون وضع بارداری واندا را بررسی می‌کند و می‌گوید ۴ ماهش است. واندا و ویژن راجع به اسم بچه صحبت می‌کنند که ناگهان وضعیت بارداری واندا به ۶ ماه می‌رسد. جرالدین می‌رسد و به تولد تامی و بیلی کمک می‌کند. اگنس و هرب راجع به جرالدین حرف می‌زنند و می‌گوید هیچ خانه و خانواده‌ای ندارد. واندا می‌فهمد گردنبندی با نشانه شمشیر در گردن جرالدین است و او را از وست‌ویو بیرون می‌کند. |                                                 |          |                               |                |
| ۴ | «ما جلوی این برنامه را می‌گیریم»                 | مت شکمن  | بوباک اسفرجانی و مگان مک دانل | ۲۹ ژانویه ۲۰۲۱ |
| کاپیتان مونیکا رمبو به زندگی برمی‌گردد و سه هفته بعد، همراه هیوارد و جیمی وو سراغ پرونده افراد گمشده در وست‌ویوی نیوجرسی می‌رود. آن‌ها می‌فهمند یک دیواره شش ضلعی دور شهر را گرفته و مونیکا به داخل آن کشیده می‌شود. سورد آنجا پایگاه می‌زند تا با کمک دکتر دارسی لوییس این پدیده را بررسی کند. آن‌ها اتفاقات داخل شهر را رصد می‌کنند و می‌فهمند مونیکا در قالب «جرالدین» درآمده است. وقتی مونیکا اسم اولتران را می‌آورد، واندا از شهر بیرونش می‌کند. |                                                 |          |                               |                |
| ۵ | «در قسمتی بسیار ویژه…»                          | مت شکمن  | پیتر کامرون و مکنزی دور       | ۵ فوریه ۲۰۲۱   |
| در یک محیط ۱۹۸۰، واندا و ویژن برای جلوگیری از گریه تامی و بیلی تلاش می‌کنند. اگنس کمک می‌کند تا از پسران مراقبت کند، اما ویژن رفتار مشکوک او با اگنس را زیر سؤال می‌برد؛ و پس از مدتی سروصدا تمام می‌شود و ناگهان تامی و بیلی در مقابل آن‌ها ۵ساله می‌شوند. وقتی سگی در خانه آنها ظاهر می‌شود، پسران درخواست نگهداری از آن را می‌کنند و اگنس نام اسپارکی را پیشنهاد می‌کند. واندا توانایی‌های خود را رو به روی اگنس استفاده می‌کند، در حالی که پسران دوباره تا ۱۰ سال سن دارند. در محل کار، ویژن ایمیلی از سورد را می‌خواند که وضعیت وست‌ویو را نشان می‌دهد. او موفق می‌شود از طریق یک ساکن واقعی وست‌ویو ارتباط برقرار کند و متوجه می‌شود که واندا این شهر را کنترل می‌کند. سورد یک هواپیمای بدون سرنشین را از دهه ۱۹۸۰ به وست‌ویو می‌فرستد و به دستور هیوارد سعی در کشتن واندا دارد. واندا با هواپیمای بدون سرنشین از میدان استاتیک خارج می‌شود و به هیوارد هشدار می‌دهد که او را تنها بگذارد. اسپارکی فرار می‌کند و بعد اگنس می‌گوید که او را در باغچه خود مرده یافته است. ویژن درمورد اقداماتش با واندا روبرو می‌شود، اما با رسیدن پیترو وقفه آنها انجام می‌شود. دارسی با تماشای این برنامه اشاره می‌کند که ظاهر پیترو «دوباره» ساخته شده است.      |                                                 |          |                               |                |
| ۶ | «هالووینِ نویِ نو وحشتناک باد!»                   | مت شکمن  | چاک هیوارد و پیتر کامرون      | ۱۲ فوریه ۲۰۲۱  |
| در دهه ۱۹۹۰ میلادی، واندا می‌خواهد در هالووین همه با هم باشند ولی ویژن می‌گوید باید مراقب شهر باشد. پیترو، تامی و بیلی را برای جشن بیرون می‌برد و دردسر درست می‌کند. ویژن دور شهر را می‌گردد و می‌فهمد ساکنین وست‌ویو سر جا خشکشان زده؛ حتی اگنس. اگنس می‌گوید ویژن مرده است. ویژن به مرز شهر می‌رسد و وقتی از آنجا خارج می‌شود کم‌کم متلاشی می‌شود. بیلی می‌فهمد و واندا دیواره شش‌ضلعی (هکس) را گسترش می‌دهد. با این کار، ویژن، دارسی و چند نفر از مأموران سورد به داخل شهر کشیده می‌شوند. |                                                 |          |                               |                |
| ۷ | «شکستن دیوار چهارم»                             | مت شکمن  | کمرون اسکوایرز                | ۱۹ فوریه ۲۰۲۱  |
| در اواسط تا اواخر سال ۲۰۰۰، واندا تصمیم می‌گیرد یک روز تنها باشد و اگنس هم از تامی و بیلی مراقبت می‌کند. بخش‌های مختلف خانه واندا مدام عوض می‌شوند و کاری از دست واندا برنمی‌آید. ویژن، دارسی را پیدا می‌کند و از اتفاقات اخیر باخبر می‌شود. مونیکا موفق می‌شود از شهر بگذرد و ظاهراً دچار جهش‌های مثبت می‌شود. وقتی به سراغ واندا می‌رود، اگنس واندا را به خانه خودش می‌برد. واندا در زیرزمین دنبال پسرهایش می‌گردد و چیزهای عجیبی پیدا می‌کند. معلوم می‌شود اگنس همان آگاتا هارکنس است. این آگاتا بود که پیترو را پیش واندا فرستاد و اسپارکی را نیز کشت. |                                                 |          |                               |                |
| ۸ | «آنچه گذشت…»                                    | مت شکمن  | لارا دانی                     | ۲۶ فوریه ۲۰۲۱  |
| در سال ۱۶۹۳ در سیلم، گروهی از جادوگران آگاتا هارکنس را به جرم استفاده از جادوی سیاه دستگیر می‌کنند. سعی دارند او را بکشند ولی آگاتا جانشان را می‌گیرد. در زمان حال، می‌خواهد بداند واندا چگونه وست‌ویو را کنترل می‌کند. به همین دلیل او را مجبور می‌کند لحظات کلیدی زندگی‌اش را مرور کند. مثل زمانی که کنار یک بمب همراه پیترو گیر افتاده بود. معلوم می‌شود که واندا از زمان تولد قدرت جادوگری داشته است. بعدها واندا برای گرفتن ویژن پیش سورد می‌رود و هیوارد جسد تکه‌تکه شده اش را نشانش می‌دهد. واندا به وست‌ویو و زمینی سر می‌زند که قرار بوده با ویژن در آنجا زندگی کند. از شدت غم، با جادو خانه‌ای در آنجا می‌سازد، نسخه جدیدی از ویژن خلق می‌کند و نهایتاً کل شهر را می‌گیرد. در صحنه پایانی این قسمت، هیوارد موفق می‌شود جسد ویژن اصلی را دوباره فعال کند. |                                                 |          |                               |                |
| ۹ | «قسمت پایانی سریال»                             | مت شکمن  | چک شیفر                       | ۵ مارس ۲۰۲۱    |
| آگاتا می‌خواهد جادوی واندا را بگیرد. ویژن سفید وارد وستویو می‌شود و با ویژن جدید می‌جنگد و آگاتا هم ساکنین شهر را از کنترل واندا خارج می‌کند. آن‌ها با عصبانیت از واندا می‌خواهند رهایشان کند. او هم حصار دور شهر را برمی‌دارد ولی ویژن جدید و و دوقلوها متلاشی می‌شوند. هیوارد و دیگر مأموران سورد وارد شهر می‌شوند تا اینکه واندا دوباره حصار را می‌بندد. مونیکا می‌فهمد «پیترو» یکی از ساکنین شهر است و رالف بونر نام دارد. بعد هم او را از شر طلسم آگاتا خلاص می‌کند. سپس با کمک دوقلوها جلوی سورد را می‌گیرد و ویژن جدید خاطرات ویژن سفید برمی‌گرداند و باعث می‌شود شهر را ترک کند. واندا آگاتا را شکست می‌دهد و او را در قالب «اگنس» در وستویو اسیر می‌کند. بعد خانواده جدیدش را رها می‌کند و حصار را برمی‌دارد و به دوردست می‌رود تا راجع به قدرت‌هایش تحقیق کند. در صحنه‌های پایانی، هیوارد به جرم دستکاری شواهد دستگیر می‌شود و یک اسکرال به مونیکا می‌گوید باید با دوست مادرش ملاقات کند. در نهایت، واندا را می‌بینیم که در کابینی متروکه مشغول مطالعه دارک هولد است که صدای فریاد کمک پسرانش را می‌شنود. |                                                 |          |                               |                |

## تولید

### توسعه
در سپتامبر ۲۰۱۸، مارول استودیوز در حال توسعه چند سریال کوتاه برای سرویس استریم شرکت مادرش دیزنی به نام، دیزنی+، با حمایت از شخصیت‌هایی از فیلم‌های دنیای سینمایی مارول (MCU) که در آن فیلم‌ها نقش اصلی نداشتند بود. از بازیگرانی که شخصیت‌های این فیلم‌ها را نقش آفرینی کرده بودند انتظار می‌رفت که نقش‌های خود را برای این سریال‌های کوتاه از جمله الیزابت اولسن درنقش جادوگر سرخ و پل بتانی در نقش ویژن دوباره تکرار کنند. انتظار می‌رفت این سریال با شش الی هشت قسمت و یک بودجه سنگین برای رقابت با تولیدات بزرگ استودیویی دیگر شرکت‌ها وارد عمل شود و توسط مارول استودیوز ساخته شود نه تلویزیون مارول که سریال‌های تلویزیونی قبلی را برای دنیای سینمایی مارول تولید می‌کرد. انتظار بر این است که کوین فایگی، رئیس مارول استودیوز در هر سریال «نقشی دستی» را برعهده بگیرد، با تمرکز بر «پیوستگی داستان» با فیلم‌ها و «دستکاری کردن» بازیگرانی که نقش‌های خود را از فیلم‌های دیگر مارول دوباره نقش آفرینی کنند. در پایان اکتبر، انتظار می‌رفت که ویژن با بازیگری پل بتانی نقش مهمی در این سریال بازی کند، که تمرکز آن بر رابطه بین جادوگر سرخ و ویژن است. در ماه‌های بعد عنوان‌های ویژن و جادوگر سرخ گزارش شدند.
جک شفر پس از کار قبلی به عنوان نویسنده در فیلم‌های کاپیتان مارول (۲۰۱۹) و بیوه سیاه (۲۰۲۰) برای مارول استودیوز، به عنوان شورانر سریال در ژانویه ۲۰۱۹ استخدام شد. شفر قرار بود قسمت آزمایشی سریال را بنویسد و تهیه‌کننده اجرایی این سریال باشد. در ماه آوریل، دیزنی و مارول رسماً این سریال را با عنوان وانداویژن اعلام کردند. بعداً در همان ماه، اولسن اعلام کرد قسمت‌هایی از این سریال در دهه ۵۰ اتفاق می‌افتد. در اوت، مت شکمن برای کارگردانی مینی سریال که شامل شش قسمت است، استخدام شد. گزارش شده بودجه هر قسمت ۲۵ میلیون دلار است. در کنفرانس دوسالانه دیزنی دی ۲۳، فایگی این سریال را بخشی از «کمدی موقعیت کلاسیک»، بخش «حماسه مارول» توصیف کرد و یک تیزر را برای این سریال نشان داد که تصاویری از فیلم‌های قبلی دنیای سینمایی مارول با واندا ماکسیموف و ویژن را با تصاویری از نمایش دیک ون دایک و بهترین پدری که می‌شناسیم نشان داد بتانی این سریال را «فوق‌العاده حیرت‌آور و عجیب» نامید، در حالی که اولسن افزود که «بسیاری از کتاب‌های کمیکی وجود دارد که از آنها پشتیبانی می‌کند» و شخصیت‌هایی دارد که در یک وضعیت کمدی موقعیت ظاهر می‌شوند. اولسن همچنین گفت که در مورد اینکه آیا این سریال از آهنگ خنده استفاده خواهد کرد، مبحث‌هایی در حال انجام است.

### نویسندگی
وقایع این سریال بعد از انتقام‌جویان: پایان بازی (۲۰۱۹)، و قبل از فیلم دکتر استرنج در چندجهانی دیوانگی (۲۰۲۲) اتفاق می‌افتد، که واندا ماکسیموف نیز در این فیلم حضور دارد. شفر هشت نویسنده را برای گروه نویسندگان سریال، از جمله چهار زن و چند فرد رنگین‌پوست استخدام کرد؛ زیرا اعتقاد وی این بود که «داستان شما بهتر از داستان‌های دیگران است». شفر با مقایسه کار خود در این سریال با فیلم بیوه سیاه (۲۰۲۱)، گفت وانداویژن «مخالف قطبی» با سبک اکشن پرخاشگرانه و احشایی فیلم است. تام کینگ، نویسنده کتاب کمیک، در اکتبر ۲۰۱۹ اعلام کرد که کارهای او در شخصیت ویژن الهام بخش وانداویژن خواهد بود.

### بازیگری

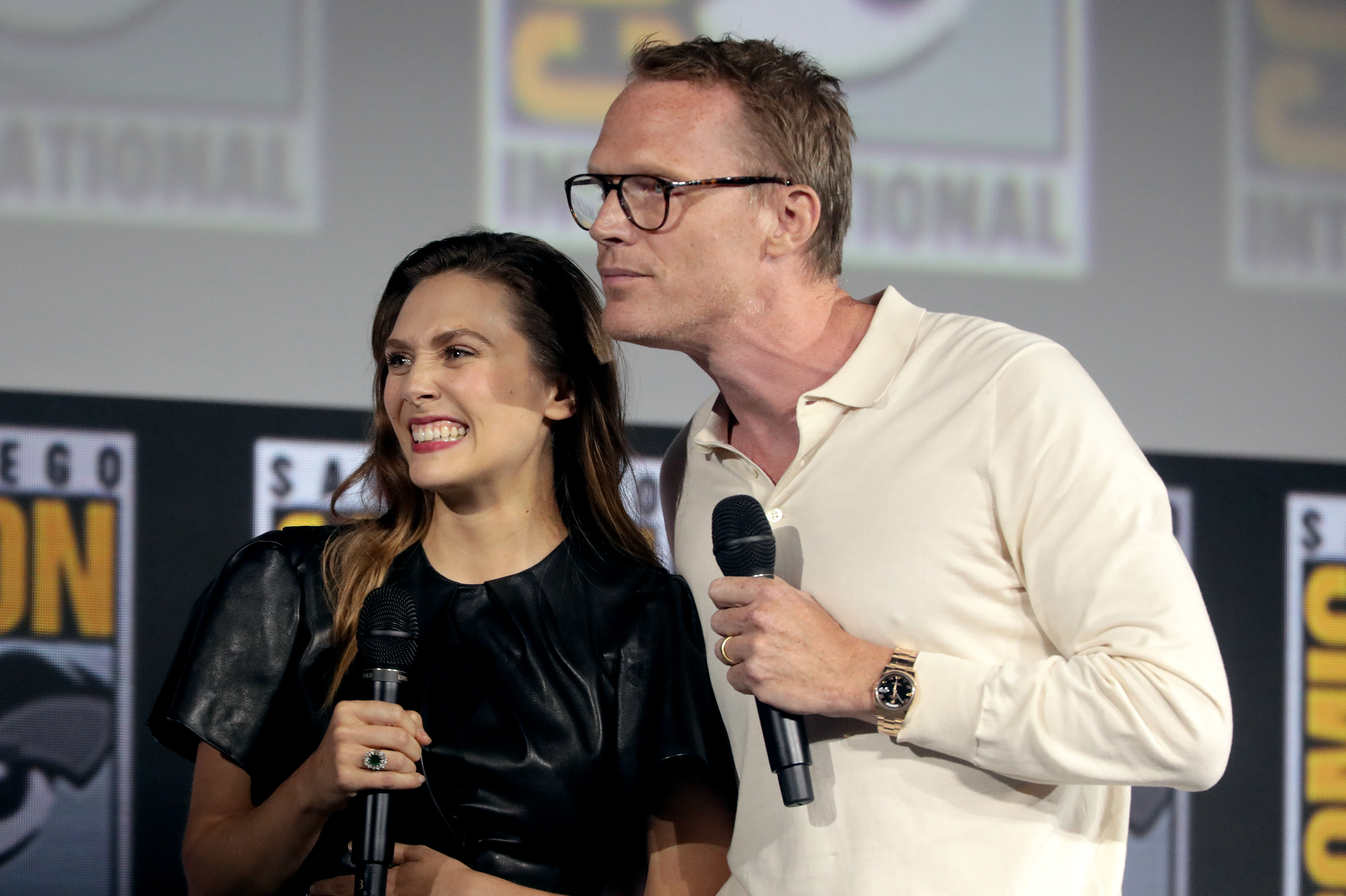
اولسن و بتانی در مراسم کامیک-کان بین‌المللی سن دیگو ۲۰۱۹

با اعلام رسمی این سریال در آوریل ۲۰۱۹ تأیید شد که اولسن و بتانی به ترتیب در نقش‌های جادوگر سرخ و ویژن در این سریال دوباره نقش آفرینی می‌کنند. تیونا پریس در ژوئیه ۲۰۱۹ به عنوان بازیگر نقش مونیکا رمبئو معرفی شد؛ کودکی این شخصیت به عنوان دختر بهترین دوست کارول دنورز در فیلم کاپیتان مارول (۲۰۱۹)، که در سال ۱۹۹۵ زندگی می‌کند، در دنیای سینمایی مارول معرفی شد. ماه بعد، کت دنینگز و رندال پارک قرار بود به ترتیب در نقش‌های دارسی لوئیس و جیمی وو نقش آفرینی کنند، در حالی که کاترین هان نیز از بازیگران این سریال است. پارک به دنبال یک جلسه عمومی با مارول به این سریال پیوست تا دربارهٔ آینده وی در این دنیای سینمایی بعد از معرفی وی در فیلم مرد مورچه‌ای و زنبورک (۲۰۱۸) صحبت کند.

### فیلمبرداری
فیلمبرداری در اوایل نوامبر ۲۰۱۹، در استودیوهای پاین وود آتلانتا در آتلانتا، جورجیا، با کارگردانی شکمن آغاز شد. این سریال تحت عنوان کاری قرمز بزرگ ساخته می‌شود. پیش از این گزارش شده بود که فیلمبرداری از ۲۱ سپتامبر در لس آنجلس، کالیفرنیا آغاز می‌شود.

## انتشار
انتظار می‌رفت وانداویژن در اوایل سال ۲۰۲۰ در دیزنی پلاس منتشر شود. البته به دلیل شیوع کرونا در اواسط فیلم‌برداری این سریال بود که اعلام شد فیلمبرداری این فیلم تا تاریخ نامعلومی به تعویق افتاده است. به همین دلیل ممکن بود شاهد وقفه در پخش این سریال باشیم. در نهایت دو قسمت نخست این مجموعه در ۱۵ ژانویه ۲۰۲۱ منتشر شد و هفت قسمت بعدی تا ۵ مارس به صورت هفتگی پخش می‌شوند. مدیران مارول استودیوز قصد داشتند همزمان کل فصل اول را منتشر کنند ولی زمانی که متوجه «هیجان پخش هفتگی» مجموعه جنگ ستارگان در دیزنی پلاس یعنی مندلورین شدند، تصمیم گرفتند همین روش را اتخاذ کنند. فیج گفت در حین ساخت سریال، بنا بر پخش هفتگی بود تا مخاطب «اتفاقات بعدی را حدس بزند، یک هفته زمان برای گمان و تماشای دوباره و انتظار داشته باشد.» به نظر او بعد از انتشار تمام قسمت‌ها، مخاطبین می‌توانند دوباره پشت سر هم کل سریال را تماشا کنند تا «به همین اندازه خوش بگذرانند».
شفر گفت «انتشار سریال در این زمان» و در میانه همه‌گیری کار درستی است، چون «تصویری از اضطراب ما و مشکلات و هرج و مرج‌های سال ۲۰۲۰ را منعکس می‌کند، پس زمان بسیار مناسبی برای پخش آن است.» این نخستین سریال و اثر فاز چهارم دنیای سینمایی مارول می‌باشد.